# 重力波天文学
重力波天文学（じゅうりょくはてんもんがく）は、天文学の一分野である。アインシュタインによる一般相対性理論のアインシュタイン方程式から予言される重力波を観測しようと試みている。アメリカのグループが、2016年2月に、ブラックホール連星からの重力波信号を初めて観測することに成功した、と発表したことにより、理論が予言して100年後にようやく本格的な天文学として幕開けした。

## 歴史
1969年に米国のウェーバーが検出に成功したという報告を出したが、今は間違いであったと考えられている。しかし、ウェーバーが開発した重力波測定装置は、その後改良が行われ観測を行っている。その後、間接的な観測方法（パルサータイミングの変化を捉える。ただし、パルサーまでの正確な距離が求められないと、正確な観測は難しい）や人工衛星を用いたマイクロ波のドップラー効果による検出などが考案された。現在は、レーザー干渉型検出器（ファブリペロー式マイケルソン型レーザー干渉器）などが開発され、それが観測に用いられている。
1974年に、アメリカの電波天文学者ハルスとその学生だったテイラーは、偶然、連星をなす中性子星を発見した。太陽程度の質量をもつ2つの中性子星が9時間弱で周回するこの連星は、一般相対性理論をテストする良い実験場となった。長期間の観測から、連星同士がエネルギーを失いながら次第に近づいていく様子がわかった。このエネルギー損失分は、一般相対性理論の計算によって、重力波として周囲に広がっていった分と一致している。こうして、重力波が存在していることが、（間接的にだが）初めて報告されることになった。ハルスとテイラーは、1993年にノーベル物理学賞を受賞した。
1980年代には、広い周波数帯で重力波を検知できるレーザー干渉計が構想された。アメリカでは、LIGOと呼ぶ、一辺が4kmの腕をもつレーザー干渉計を、ワシントン州のハンフォード（砂漠の中）と、ルイジアナ州のリビングストン（ジャングルの中）の2箇所に設置し、2005年から観測を開始した。イギリスとドイツは600mの腕をもつ干渉計GEOをドイツ・ハノーバーに設置し、2005年に稼働．フランスとイタリアは3kmの腕をもつレーザー干渉計Virgoをイタリア・ピサに設置し、2007年に観測を開始する。日本は、これらに先立って2002年から3年間、国立天文台三鷹キャンパスに300mの腕をもった干渉計TAMA300を設置し、実観測を行った。TAMA300は、局所銀河群内における超新星爆発等の現象が起これば重力波を捉えられる能力をもっていた。
しかし、（予想されていたことだが）2000年代の干渉計の能力では、どのプロジェクトも重力波を捉えることができなかった。もっとも感度の高かったアメリカのLIGOは、おとめ座銀河団内における超新星爆発等の現象が起これば重力波を捉えられる能力をもっていたが、2年以上の実観測で、一回も確かな重力波イベントを発見することができなかった。

## 現在の状況
巨大なレーザー干渉計を改良して感度をあげて第2世代のものとする計画が世界各地で進行中である。アメリカのLIGOグループは、改良後の試運転時（2015年9月14日）に、ブラックホール連星からの重力波信号を初めて観測することに成功した、と2016年2月に発表した（詳しくは重力波の項を参照）。日本は、岐阜県神岡に基線長が3kmのレーザー干渉計KAGRAを建設し、2020年2月25日に観測を開始した。
現在、世界的な重力波検出のためのネットワーク観測網の整備に向けた開発研究が続けられている。
2017年10月3日、LIGOでの重力波初観測に貢献した米国の3氏（マサチューセッツ工科大学のレイナー・ワイス名誉教授、カリフォルニア工科大学のバリー・バリッシュ名誉教授、キップ・ソーン名誉教授）に、2017年のノーベル物理学賞を授与することが発表された。授賞理由は「レーザー干渉計重力波観測装置と重力波観測に対する貢献」

## 将来計画
JPL及びESA等が進めている、LISA計画では、黄道面に対して20度の傾きをもった人工惑星軌道へ500万キロメートルの基線長3つを持つ宇宙重力波望遠鏡を構築するプロジェクトが進められている。この観測装置では、地上では捉えられない、mHzの重力波を捉えることができる。
日本においては、宇宙重力波望遠鏡としてDECIGO計画が進められている。この観測装置は、地上では地面振動の影響で観測困難とされる0.1Hz〜10Hzの重力波を捉えることを目標としている。

## Einstein@Home
カリフォルニア大学バークレー校が中心となって進めている、BOINCプロジェクトの内、ウィスコンシン大学のチームが行っている、Einstein@Homeプロジェクトでは、余ったPC時間を活用して重力波検出のための、公開プロジェクトを実施している。なお、観測データはLIGO及びGEO600等の検出装置から得られたものである。